# Vallby Friluftsmuseum

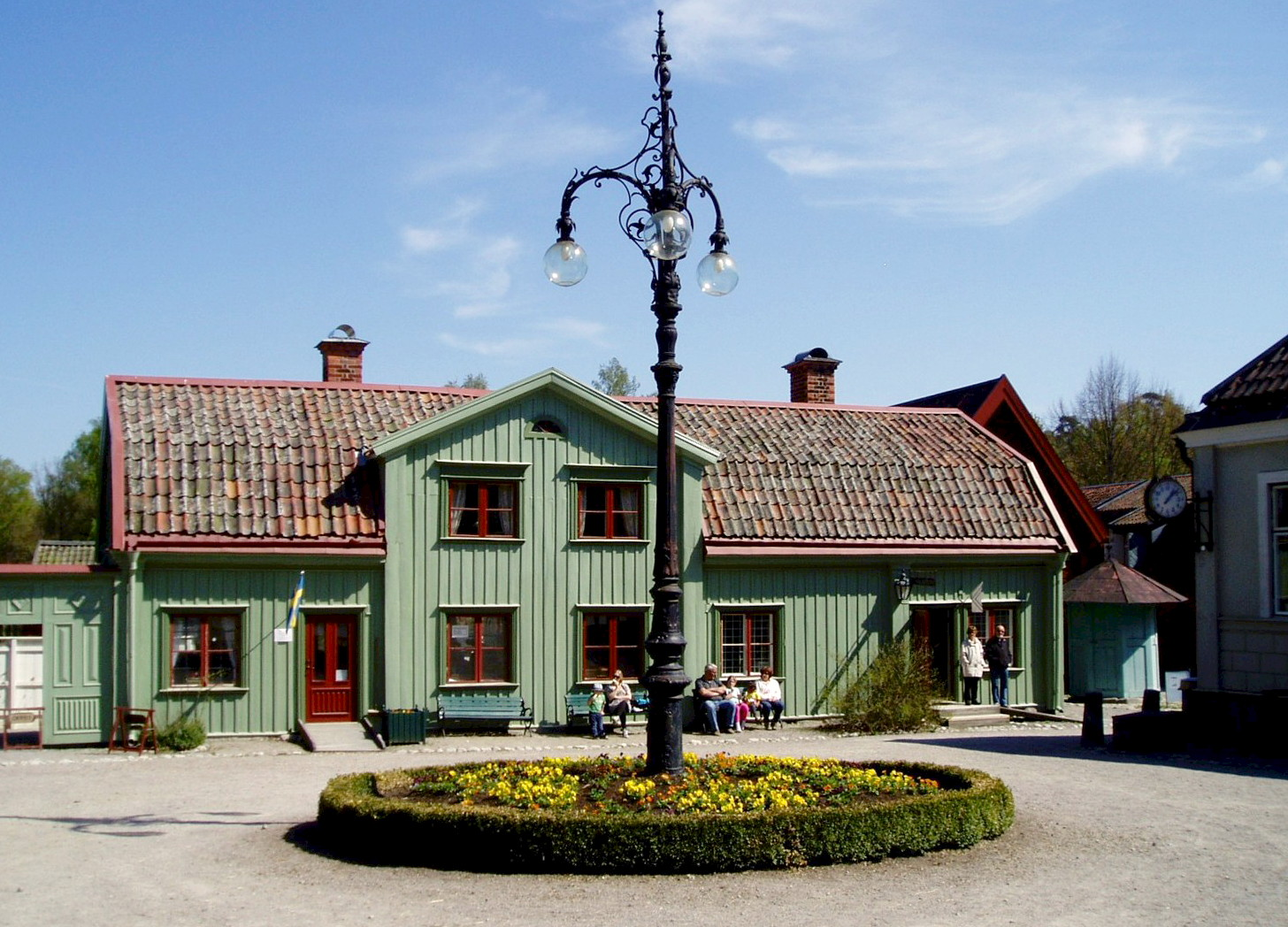
Tenngjutaregården

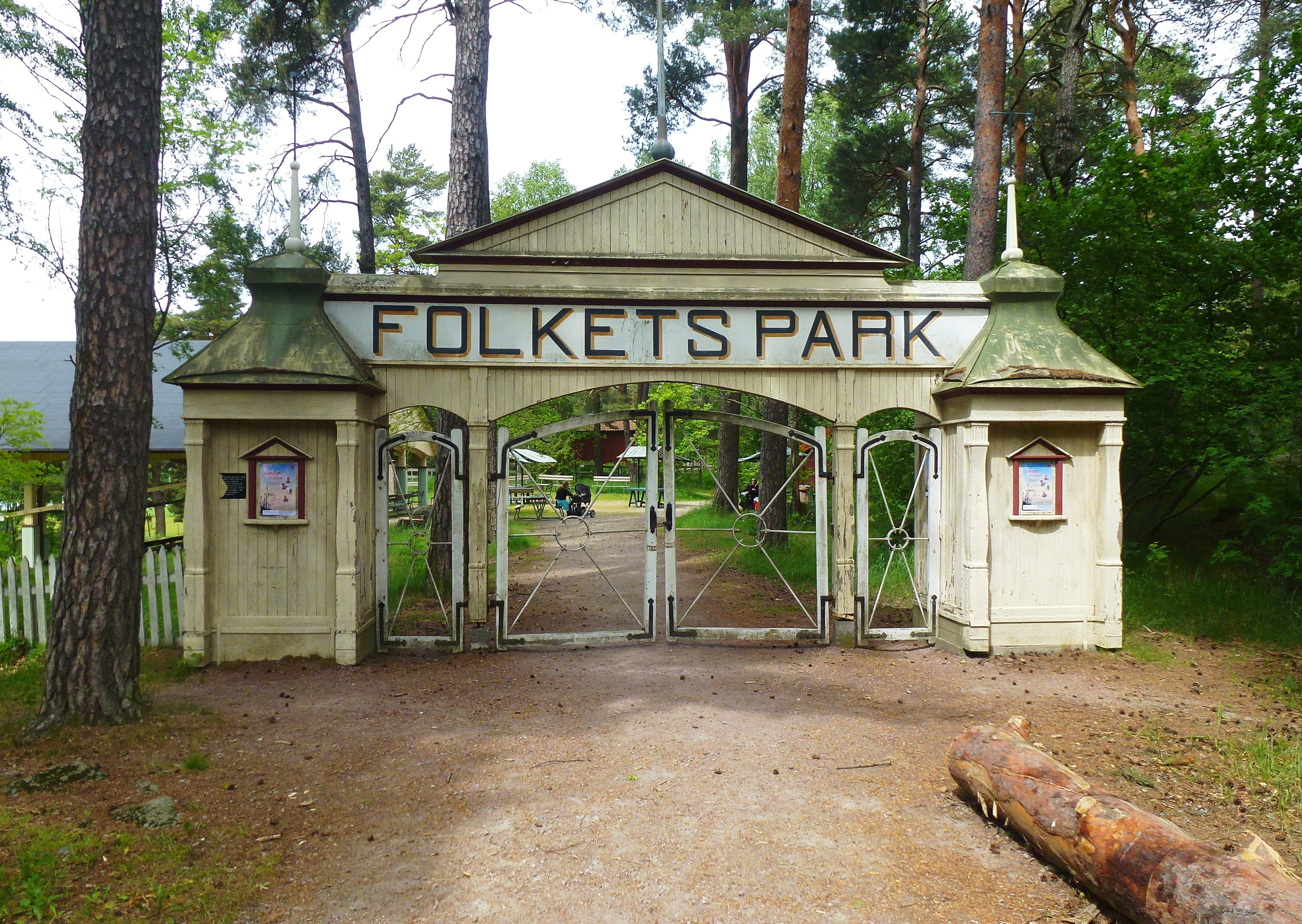
Eingangstor zum Park

Vallby Friluftsmuseum ist ein Freilichtmuseum, zwei Kilometer nördlich von Västerås gelegen, in der schwedischen Provinz Västmanlands län. 

## Geschichte
Das Museum wurde 1921 von Sven T. Kjellberg gegründet und wird heute von der Stadt Västerås betrieben. Das Museum ist eines der größten Freilichtmuseen Schwedens und besitzt etwa 40 Gebäude: Holz- und Steinhäuser aus städtischen und ländlichen Gebieten. Die ältesten Häuser stammen aus dem 17. Jahrhundert. Weiterhin werden gefährdete einheimische Haustierrassen erhalten sowie Kunsthandwerk und Kultur- und Zierpflanzen der Region gepflegt. 